# Det nyttiga blandadt med det nöjsamma
Det nyttiga blandadt med det nöjsamma (Det Nyttiga Blandadt med Det Nöjsamma) var en svensk vitter tidskrift på vers och prosa innehållande anekdoter med mera. Tidskriften omfattade nio nummer med löpnumrering till s. 72 och gavs ut i Stockholm 1772.